# Ophiothrix
Genre
Les Ophiothrix sont un genre d'ophiures (animaux marins ressemblant à des étoiles de mer souples), de la famille des Ophiotrichidae.

## Liste des espèces
Selon World Register of Marine Species (25 février 2014) :

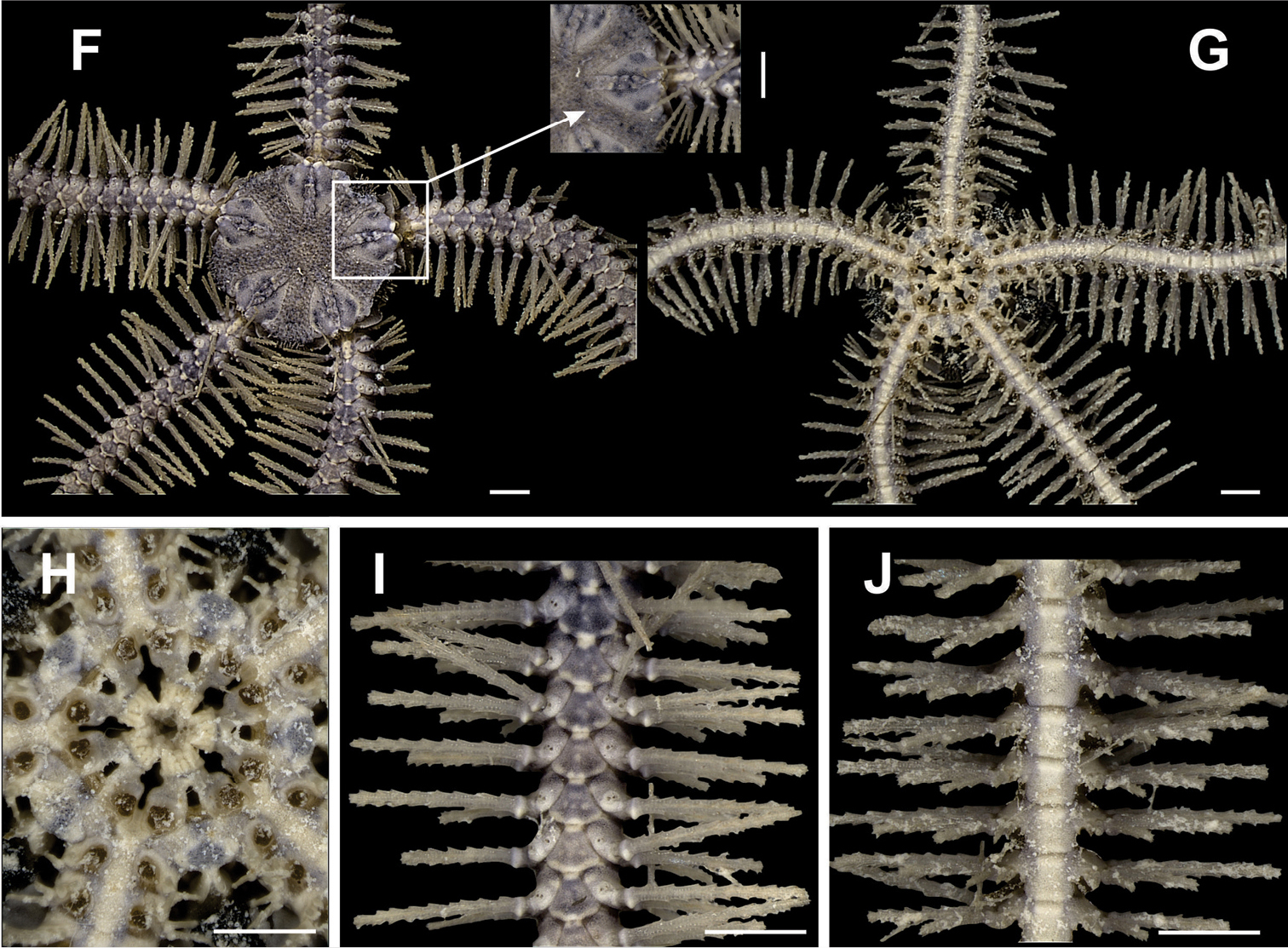
Détails d'une Ophiothrix angulata

- sous-genre Ophiothrix (Acanthophiothrix)
  - Ophiothrix armata Koehler, 1905
  - Ophiothrix deceptor Koehler, 1922
  - Ophiothrix diligens Koehler, 1898
  - Ophiothrix exhibita Koehler, 1905
  - Ophiothrix lepidus de Loriol, 1893
  - Ophiothrix leucotrigonia H.L. Clark, 1918
  - Ophiothrix proteus Koehler, 1905
  - Ophiothrix purpurea von Martens, 1867
  - Ophiothrix scorpio (Müller & Troschel, 1842)
  - Ophiothrix scotiosa Murakami, 1943
  - Ophiothrix signata Koehler, 1922
  - Ophiothrix spinosissima Koehler, 1905
  - Ophiothrix suensoni Lütken, 1856
  - Ophiothrix versatilis Koehler, 1930
  - Ophiothrix vetusta Koehler, 1930
  - Ophiothrix vexator Koehler, 1930
  - Ophiothrix vigelandi A.M. Clark, 1968
  - Ophiothrix viridialba von Martens, 1867
- sous-genre Ophiothrix (Ophiothrix)
  - Ophiothrix accedens Koehler, 1930
  - Ophiothrix ailsae Tommasi, 1970
  - Ophiothrix angulata (Say, 1825)
  - Ophiothrix aristulata Lyman, 1879
  - Ophiothrix caespitosa Lyman, 1879
  - Ophiothrix ciliaris (Lamarck, 1816)
  - Ophiothrix consecrata Koehler, 1930
  - Ophiothrix contenta Koehler, 1930
  - Ophiothrix crassispina Koehler, 1904
  - Ophiothrix deposita Koehler, 1904
  - Ophiothrix dyscrita Clark, 1915
  - Ophiothrix echinotecta Balinsky, 1957
  - Ophiothrix elegans Lütken, 1869
  - Ophiothrix exigua Lyman, 1874
  - Ophiothrix foveolata Marktanner-Turneretscher, 1887
  - Ophiothrix infirma Koehler, 1905
  - Ophiothrix koreana Duncan, 1879
  - Ophiothrix leucospida Koehler, 1930
  - Ophiothrix liodisca H.L. Clark, 1915
  - Ophiothrix marenzelleri Koehler, 1904
  - Ophiothrix miles Koehler, 1905
  - Ophiothrix oerstedii Lütken, 1856
  - Ophiothrix oliveri Benham, 1910
  - Ophiothrix panchyendyta Clark, 1911
  - Ophiothrix pavida Koehler, 1922
  - Ophiothrix picteti de Loriol, 1893
  - Ophiothrix plana Lyman, 1874
  - Ophiothrix prostrata Koehler, 1922
  - Ophiothrix roseocoerulans Grube, 1868
  - Ophiothrix rotata von Martens, 1870
  - Ophiothrix rudis Lyman, 1874
  - Ophiothrix savignyi (Müller & Troschel, 1842)
  - Ophiothrix spiculata Le Conte, 1851
  - Ophiothrix tradita Koehler, 1930
  - Ophiothrix tricuspida Cherbonnier & Guille, 1978
  - Ophiothrix trilineata Lütken, 1869
  - Ophiothrix trindadensis Tommasi, 1970
  - Ophiothrix vitrea Döderlein, 1896
- sous-genre Ophiothrix (Theophrix)
  - Ophiothrix pusilla Lyman, 1874
- Ophiothrix amphibola H.L. Clark, 1939
- Ophiothrix beata Koehler, 1907
- Ophiothrix berberis Lyman, 1879
- Ophiothrix bongaertsi Kutscher & Jagt, 2000 †
- Ophiothrix brachyactis H.L. Clark, 1915
- Ophiothrix cimar Hendler, 2005
- Ophiothrix comata Müller & Troschel, 1842
- Ophiothrix congensis Koehler, 1911
- Ophiothrix convoluta Koehler, 1914
- Ophiothrix cotteaui (de Loriol, 1900)
- Ophiothrix cristata Kutscher & Jagt, 2000 †
- Ophiothrix dedita Koehler, 1930
- Ophiothrix dirrhabdota H.L. Clark, 1918
- Ophiothrix eurycolpodes H.L. Clark, 1918
- Ophiothrix fragilis (Abildgaard, in O.F. Müller, 1789)
- Ophiothrix galapagensis Lütken & Mortensen, 1899
- Ophiothrix hartforti A.H. Clark, 1939
- Ophiothrix innocens Koehler, 1898
- Ophiothrix lineata Lyman, 1860
- Ophiothrix luetkeni Wyville Thomson, 1873
- Ophiothrix maculata Ljungman, 1872
- Ophiothrix magnifica Lyman, 1860
- Ophiothrix marginata Koehler, 1905
- Ophiothrix merguiensis Duncan, 1887
- Ophiothrix nociva Koehler, 1907
- Ophiothrix pallida Ljungman, 1872
- Ophiothrix parasita Müller & Troschel, 1844
- Ophiothrix petersi Studer, 1882
- Ophiothrix planulatus Stimpson, 1855
- Ophiothrix platyactis H.L. Clark, 1939
- Ophiothrix quinquemaculata (Delle Chiaje, 1828)
- Ophiothrix rathbuni Ludwig, 1882
- Ophiothrix simplex Koehler, 1905
- Ophiothrix stri Hendler, 2005
- Ophiothrix synoecina Schoppe, 1996
- Ophiothrix tenuis Koehler, 1905
- Ophiothrix variegata Duncan, 1887
- Ophiothrix viator Koehler, 1904

Ophiothrix accedens
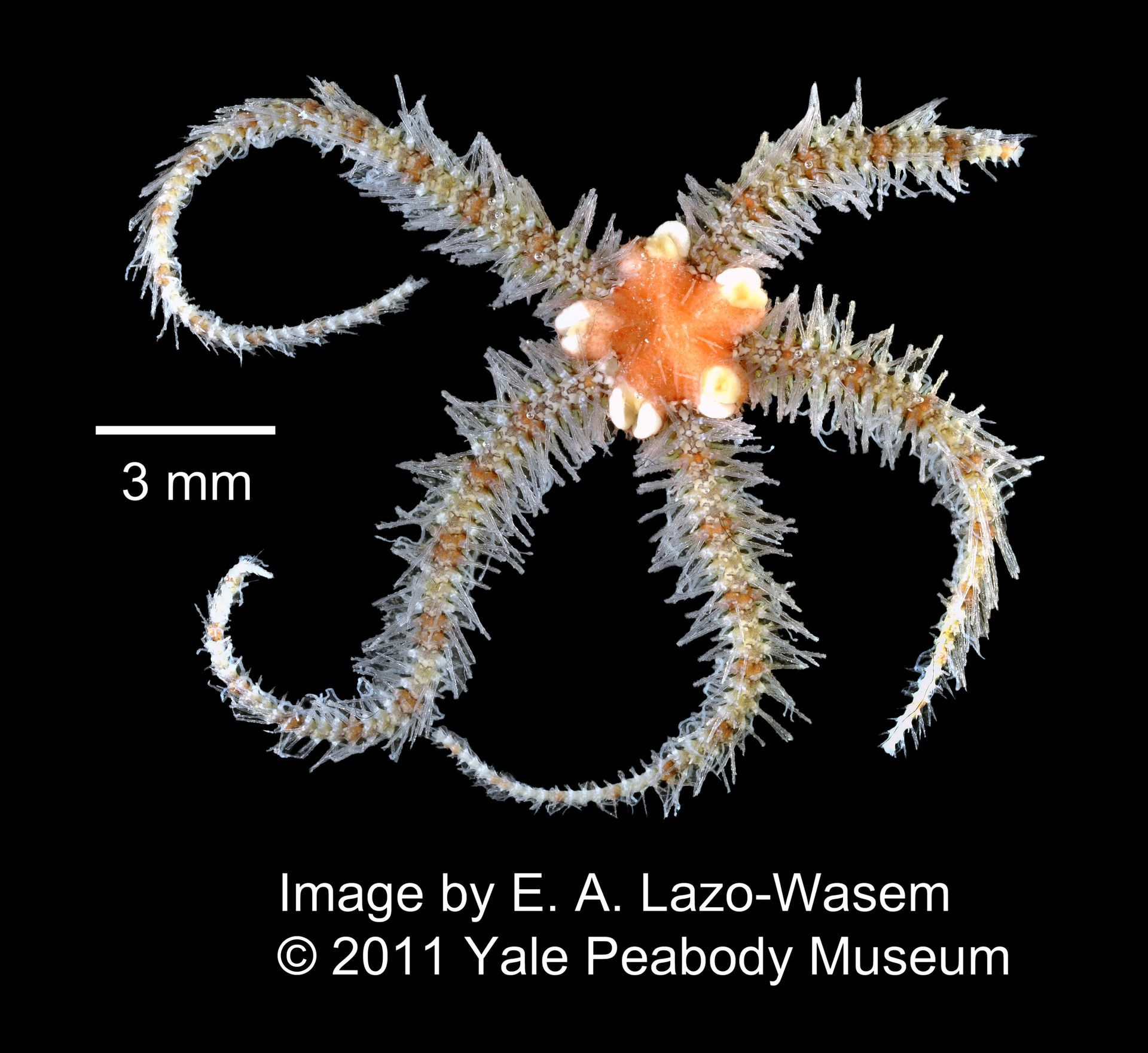
Ophiothrix angulata
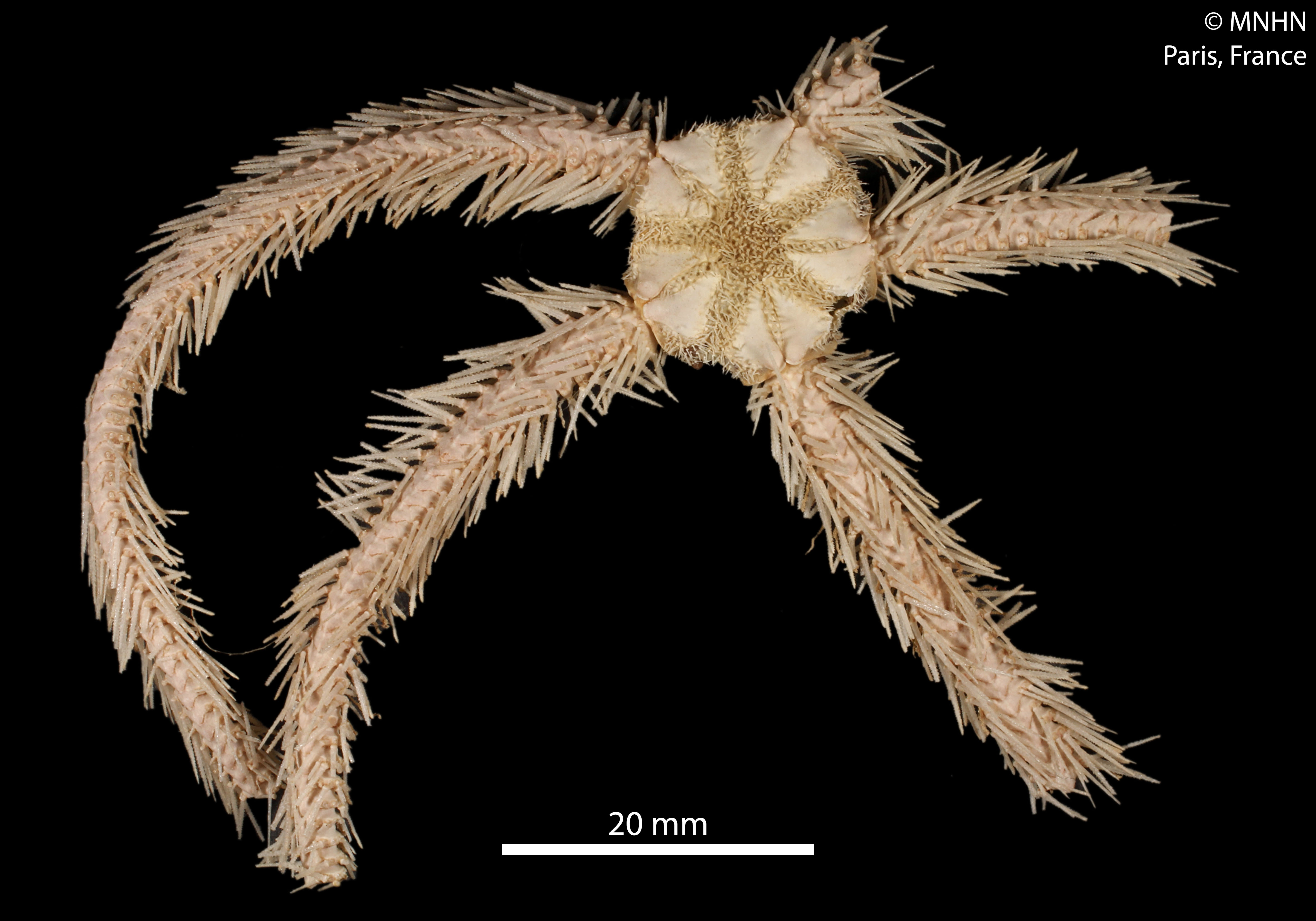
Ophiothrix aristulata
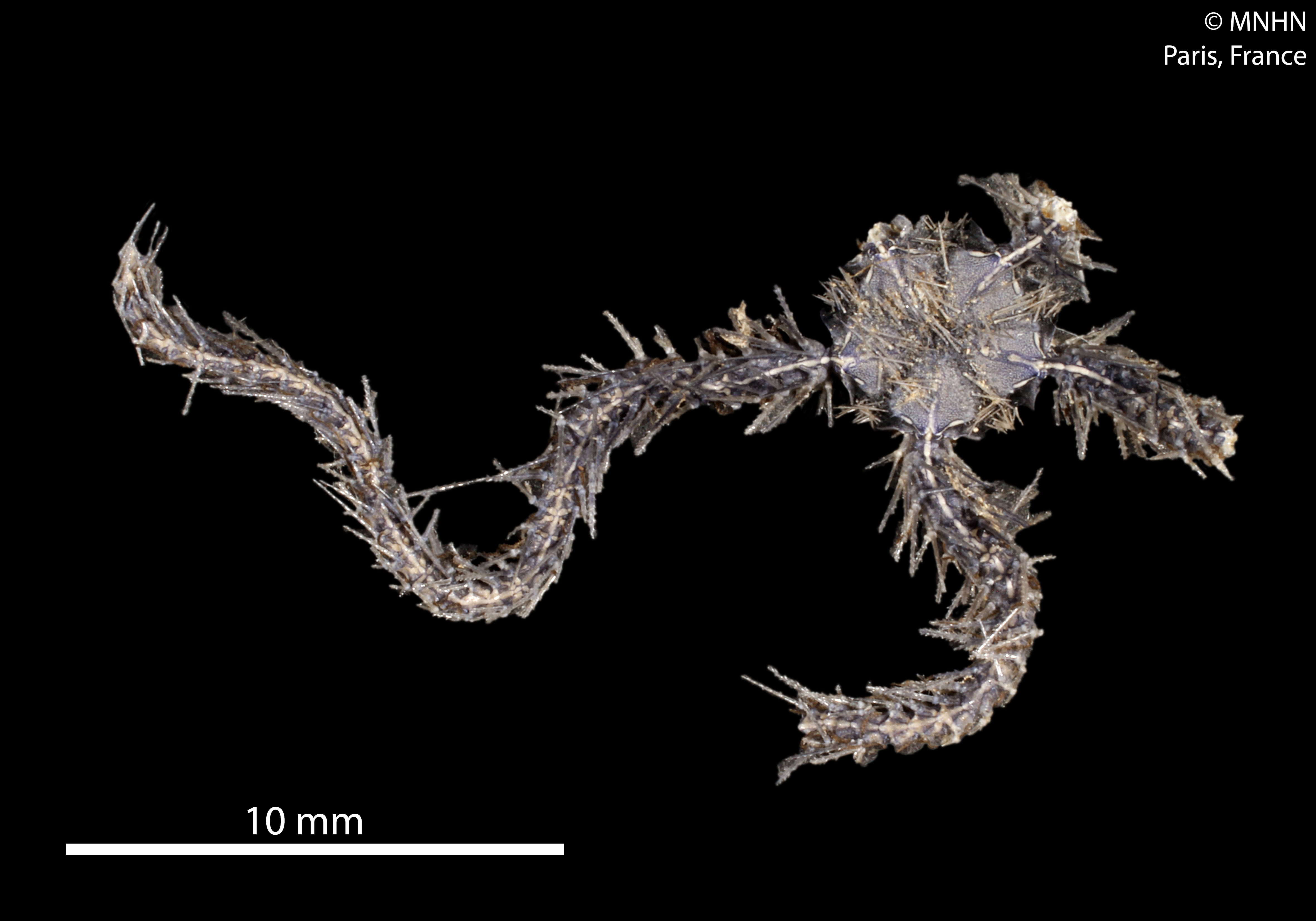
Ophiothrix armata
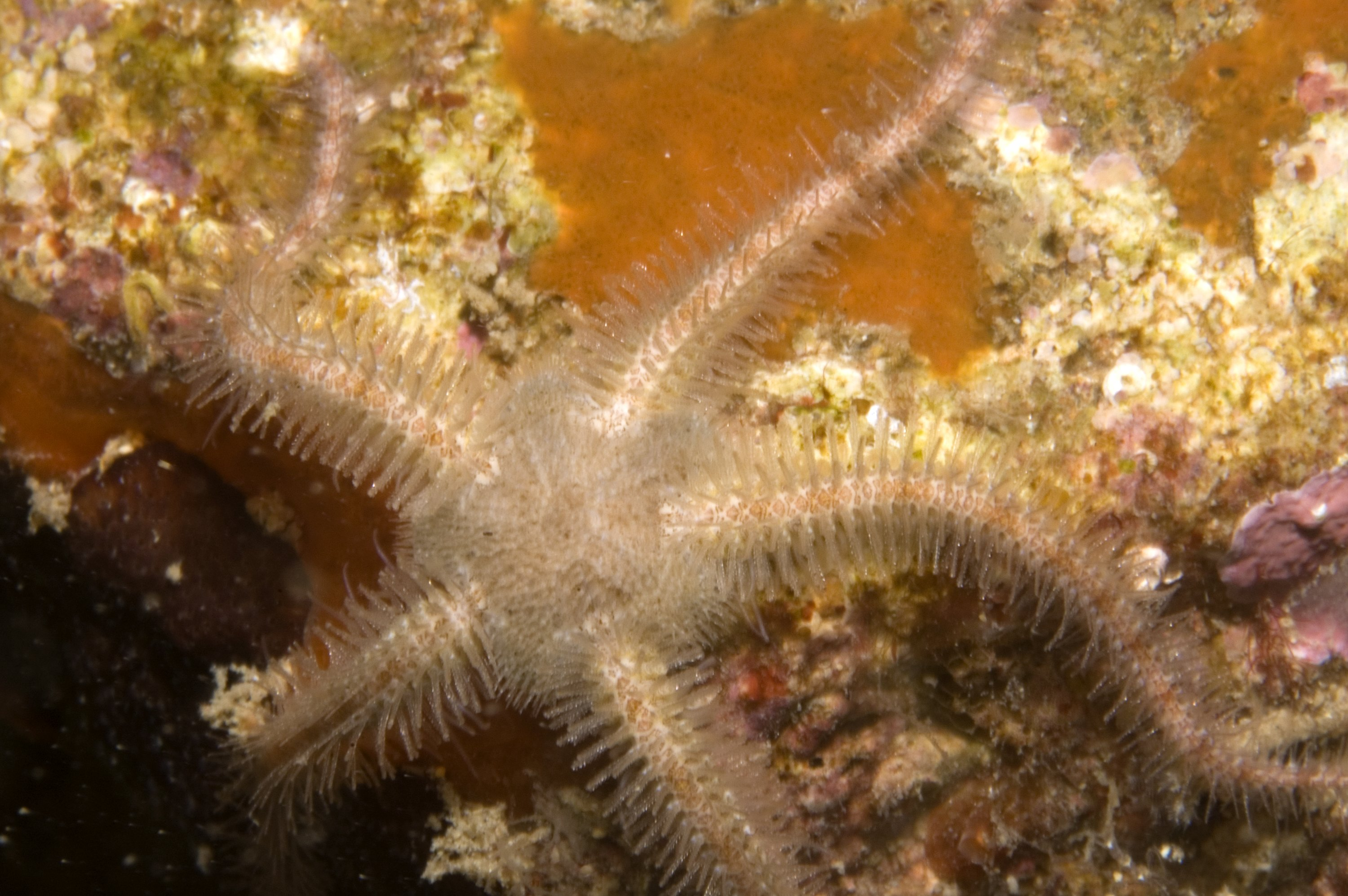
Ophiothrix caespitosa
Ophiothrix caribaea
Ophiothrix consecrata
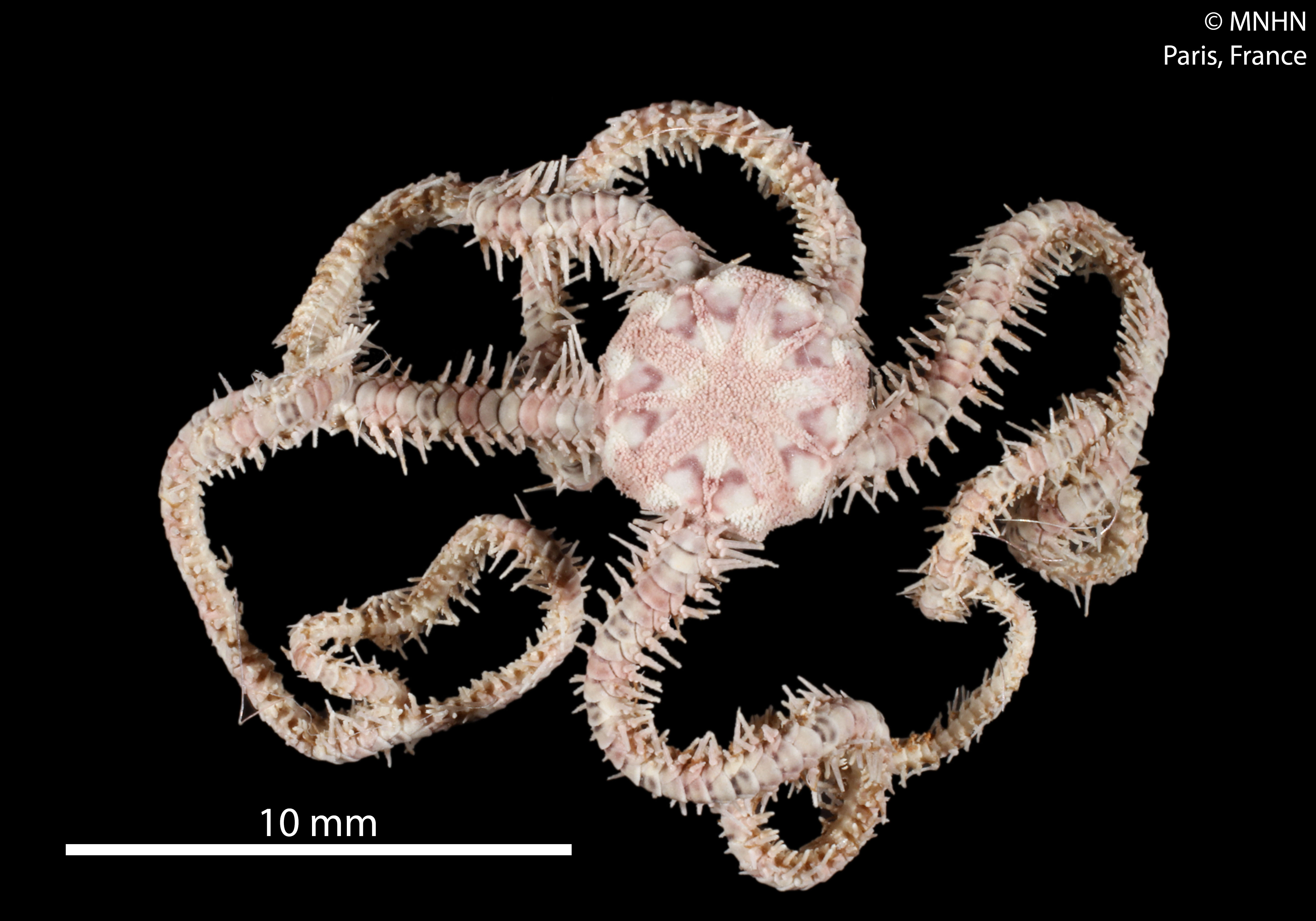
Ophiothrix cotteaui
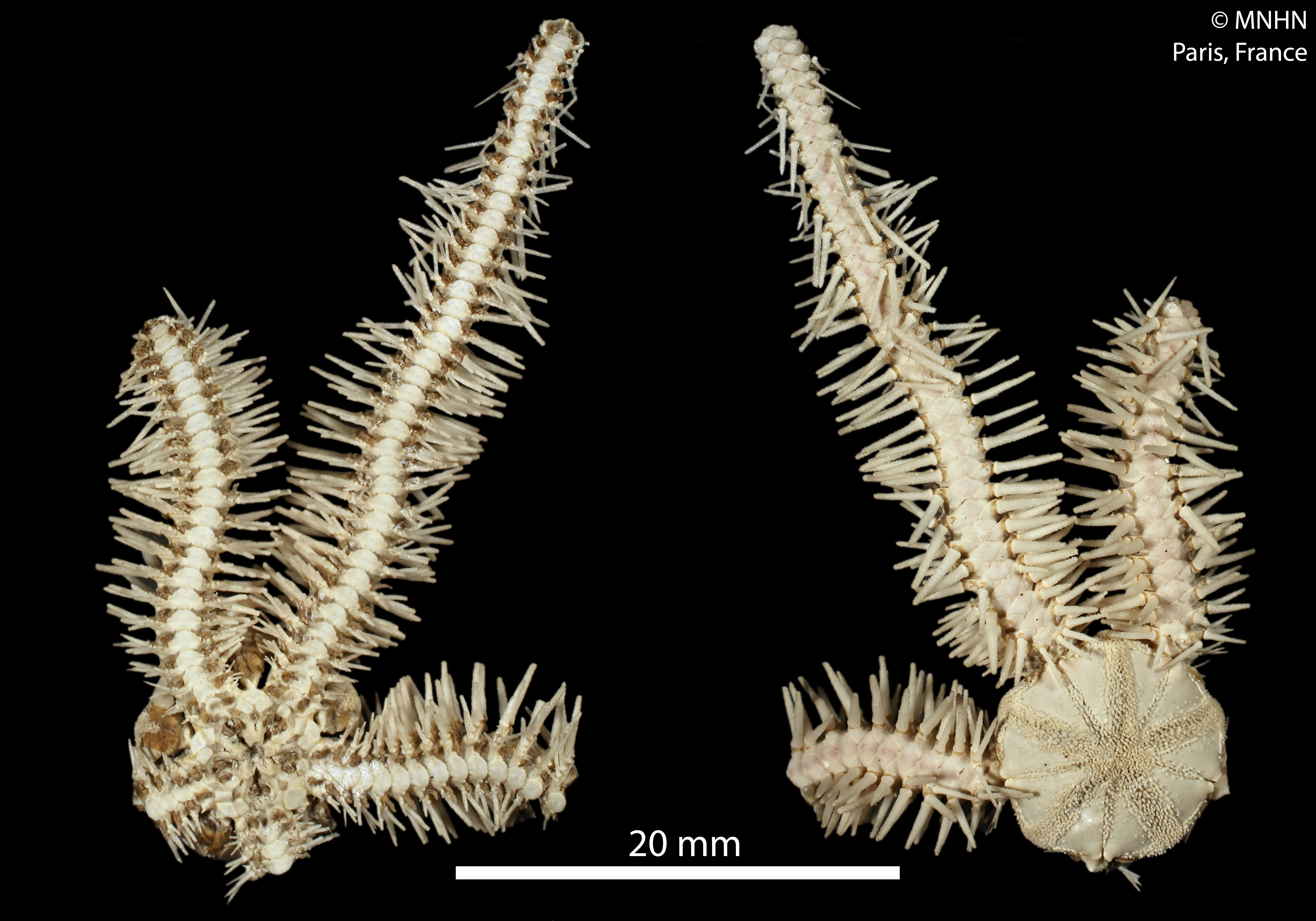
Ophiothrix crassispina
Ophiothrix dedita
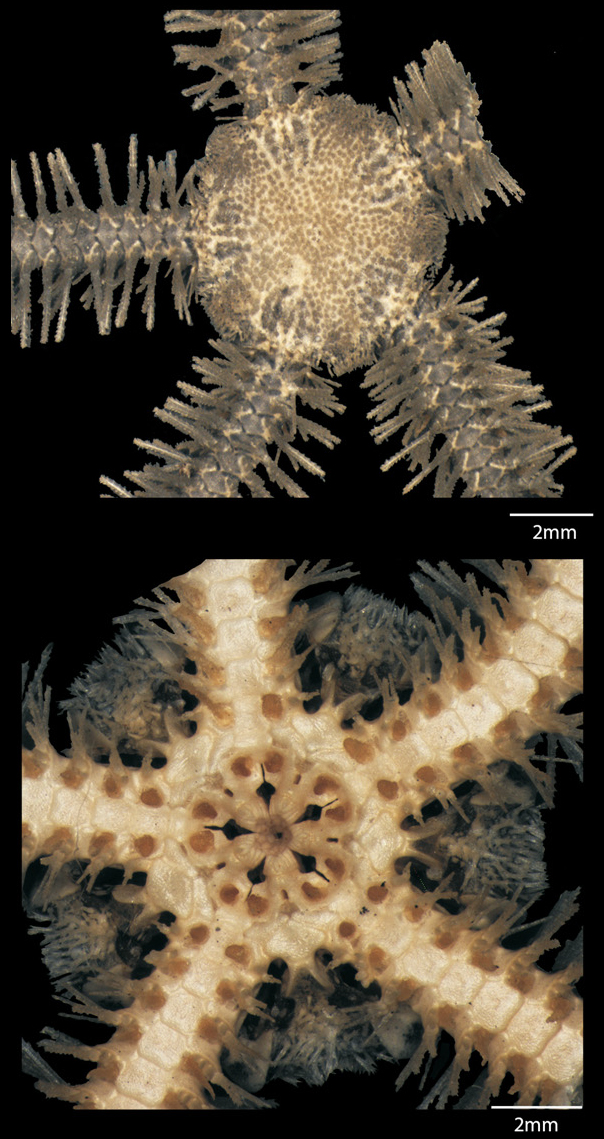
Ophiothrix echinotecta
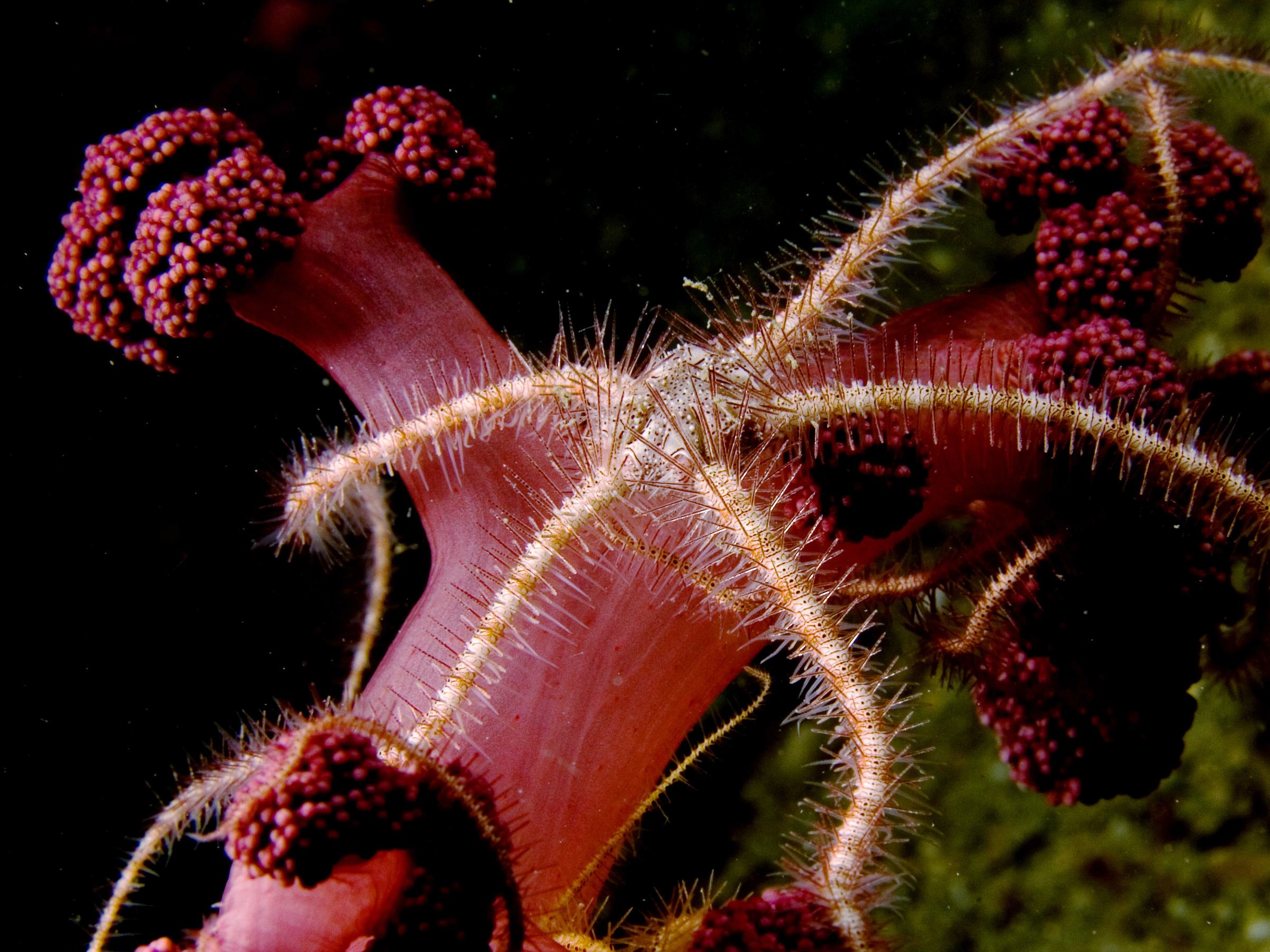
Ophiothrix foveolata
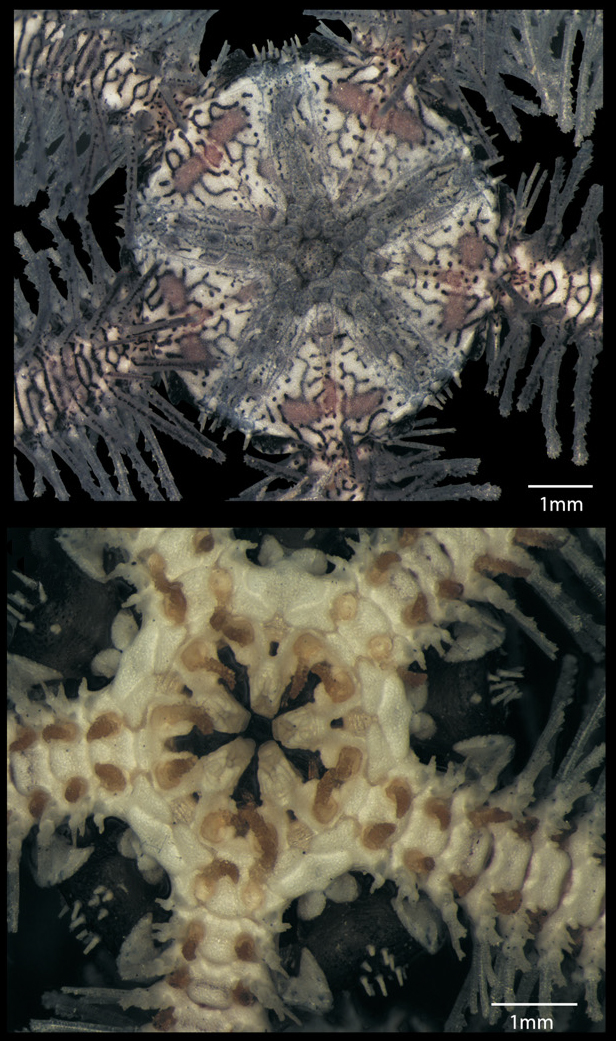
Ophiothrix foveolata (détails)
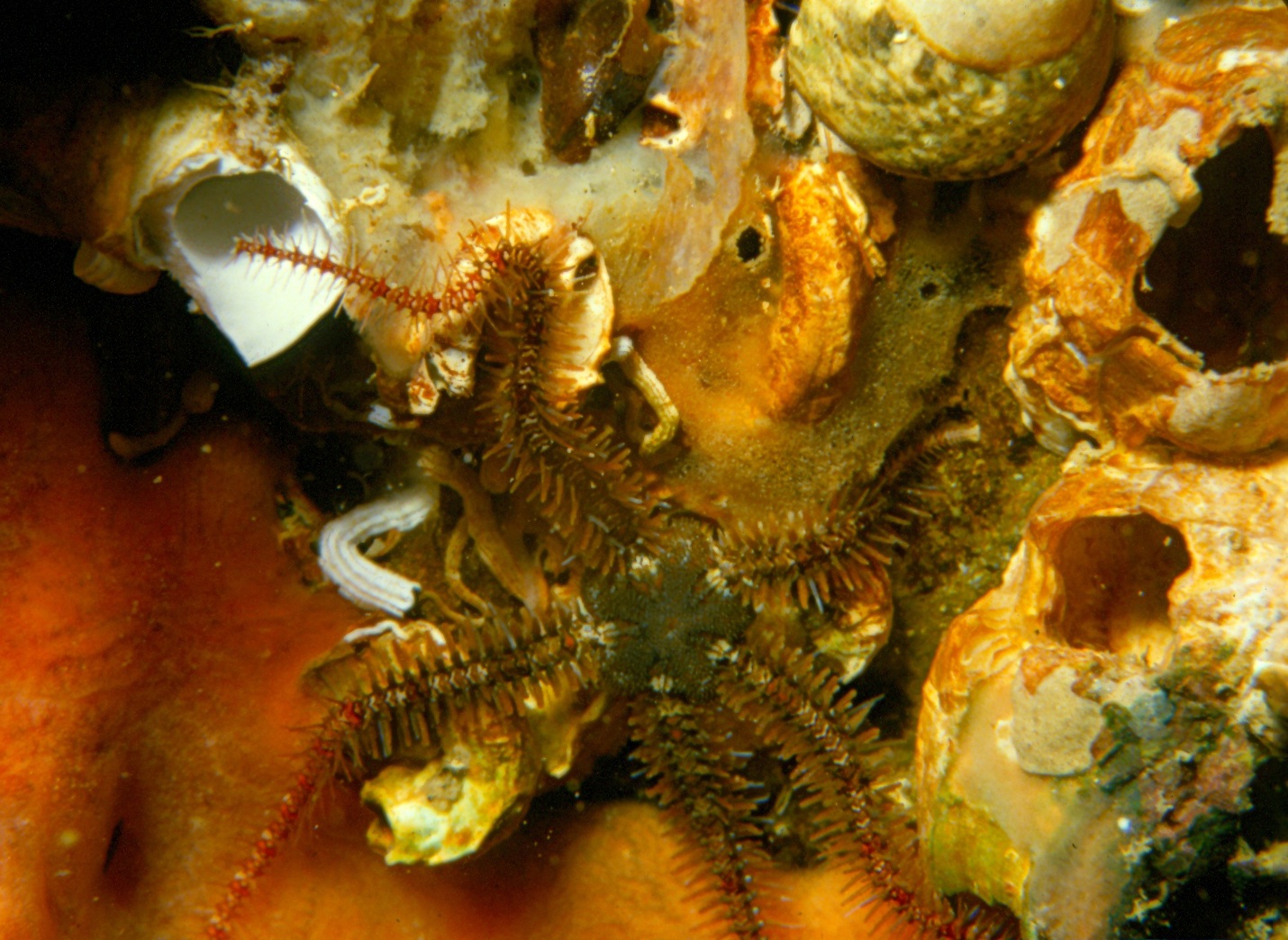
Ophiothrix fragilis
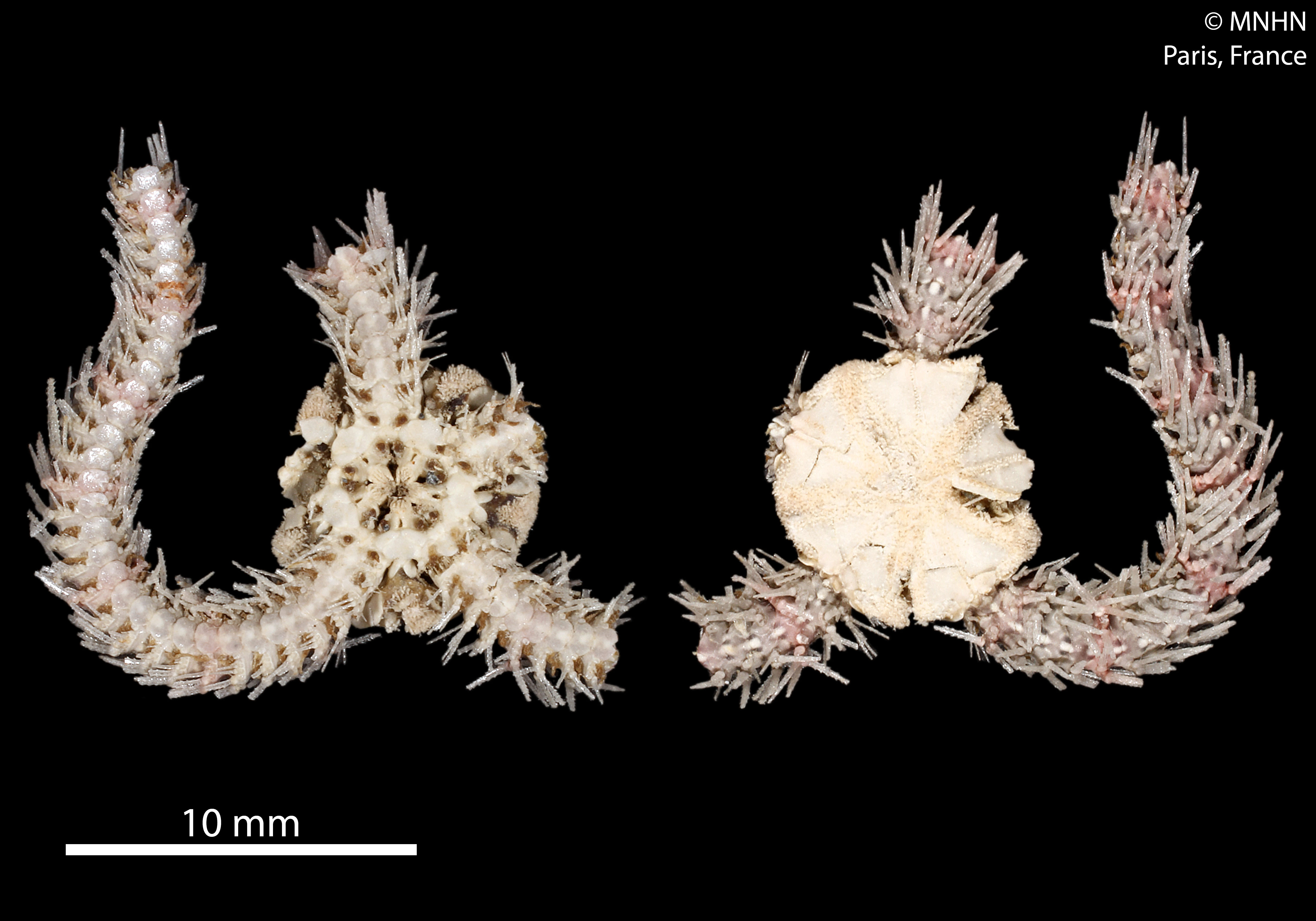
Ophiothrix infirma
Ophiothrix leucospida
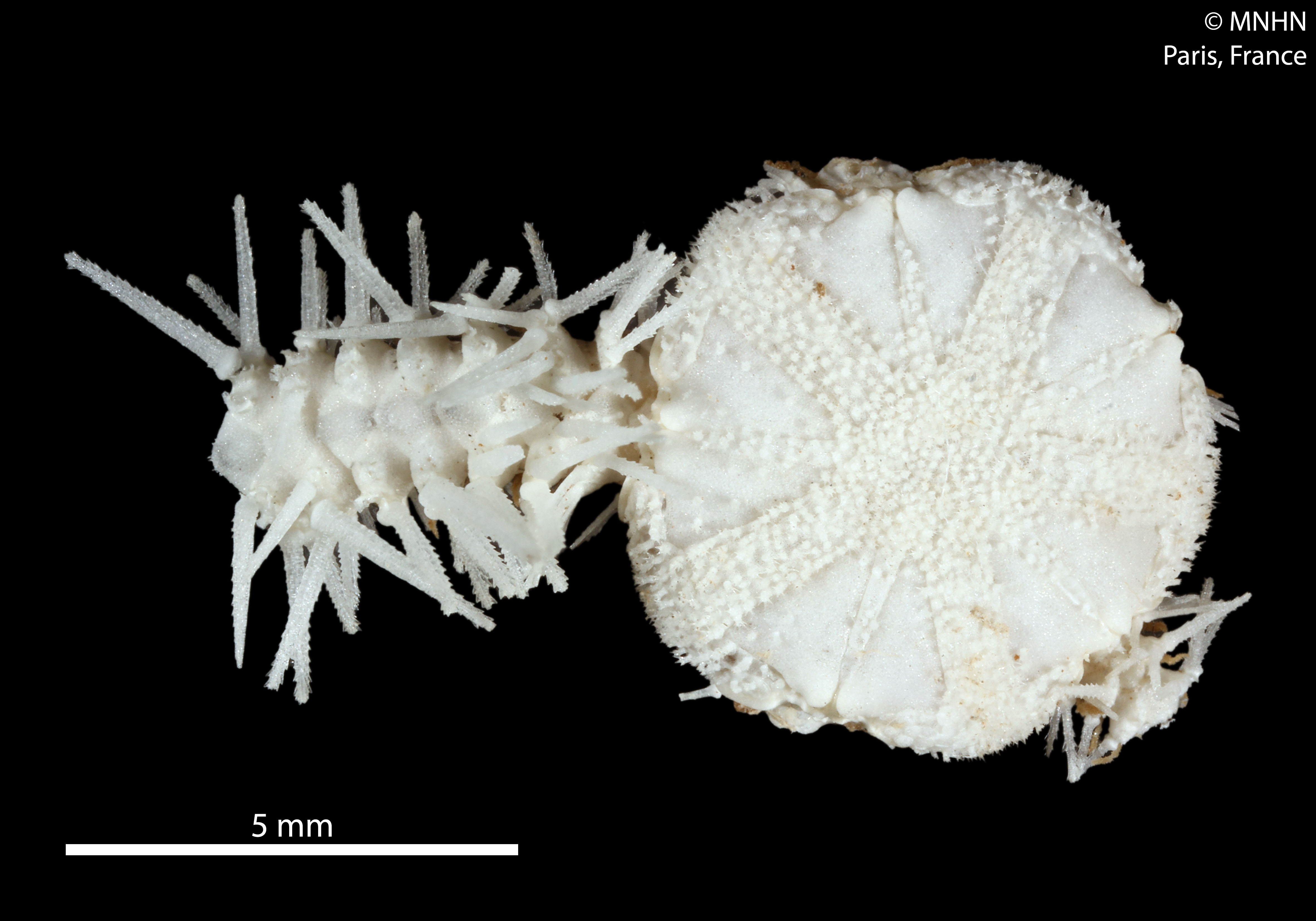
Ophiothrix miles
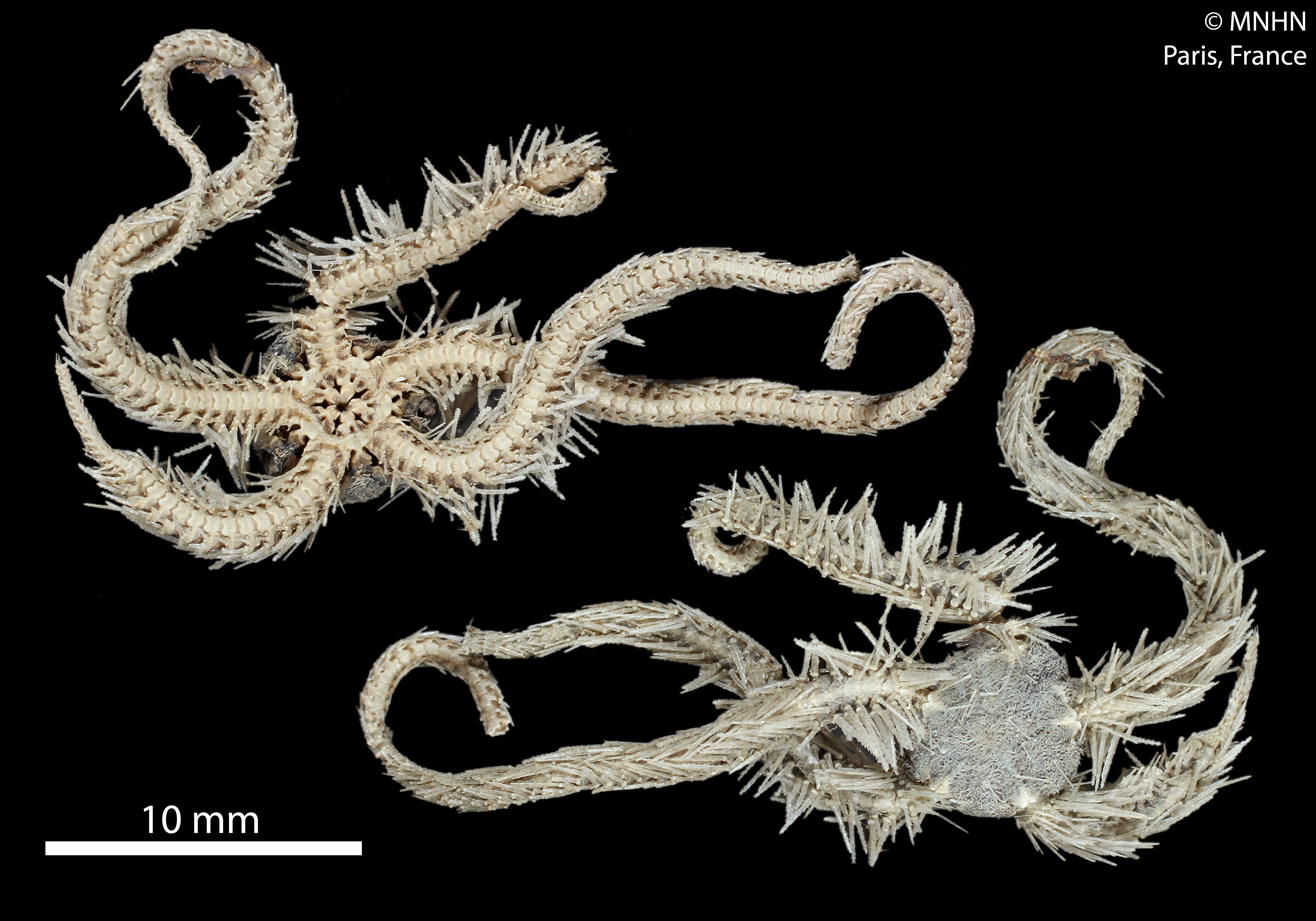
Ophiothrix nociva
Ophiothrix panchyendyta
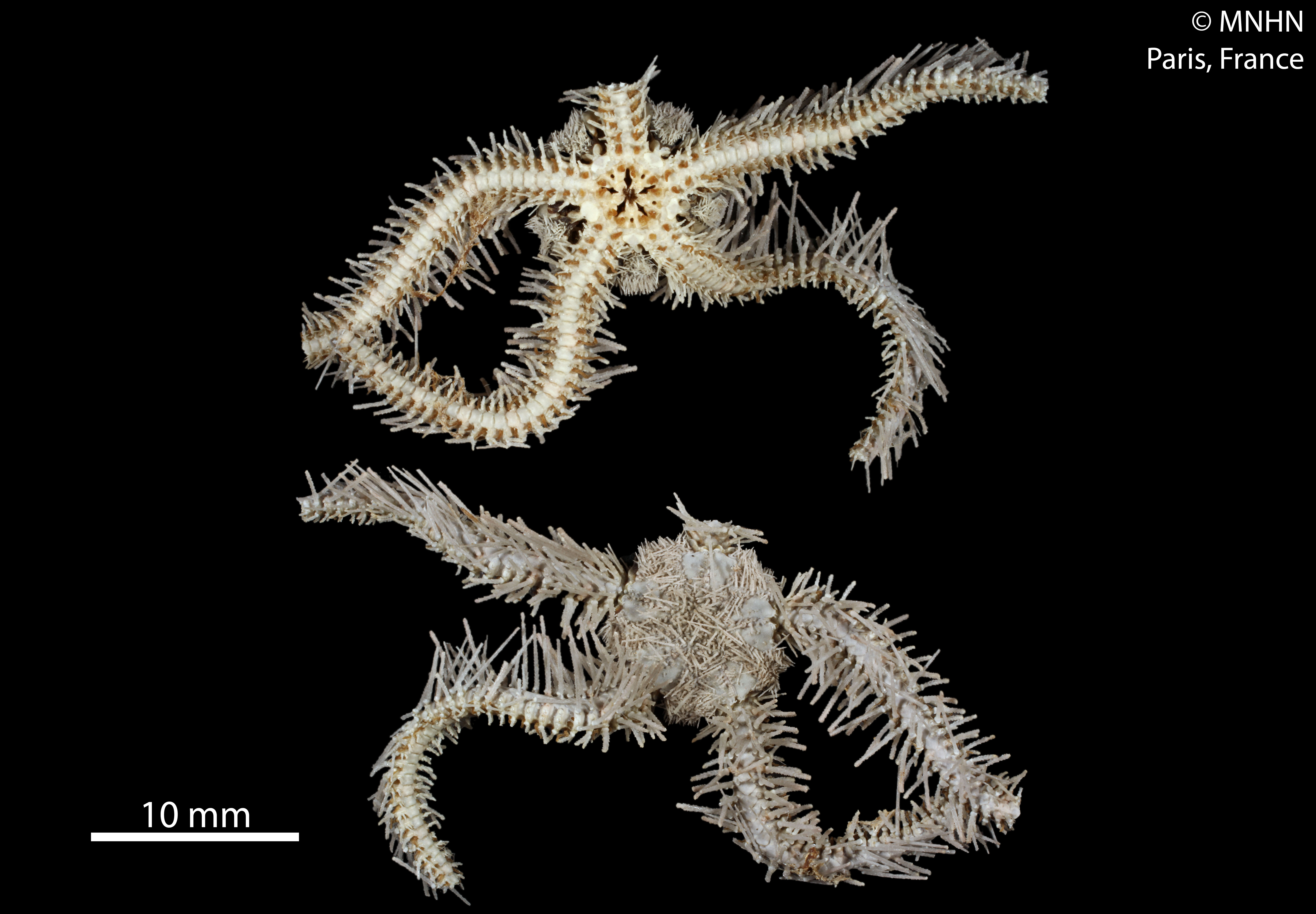
Ophiothrix proteus
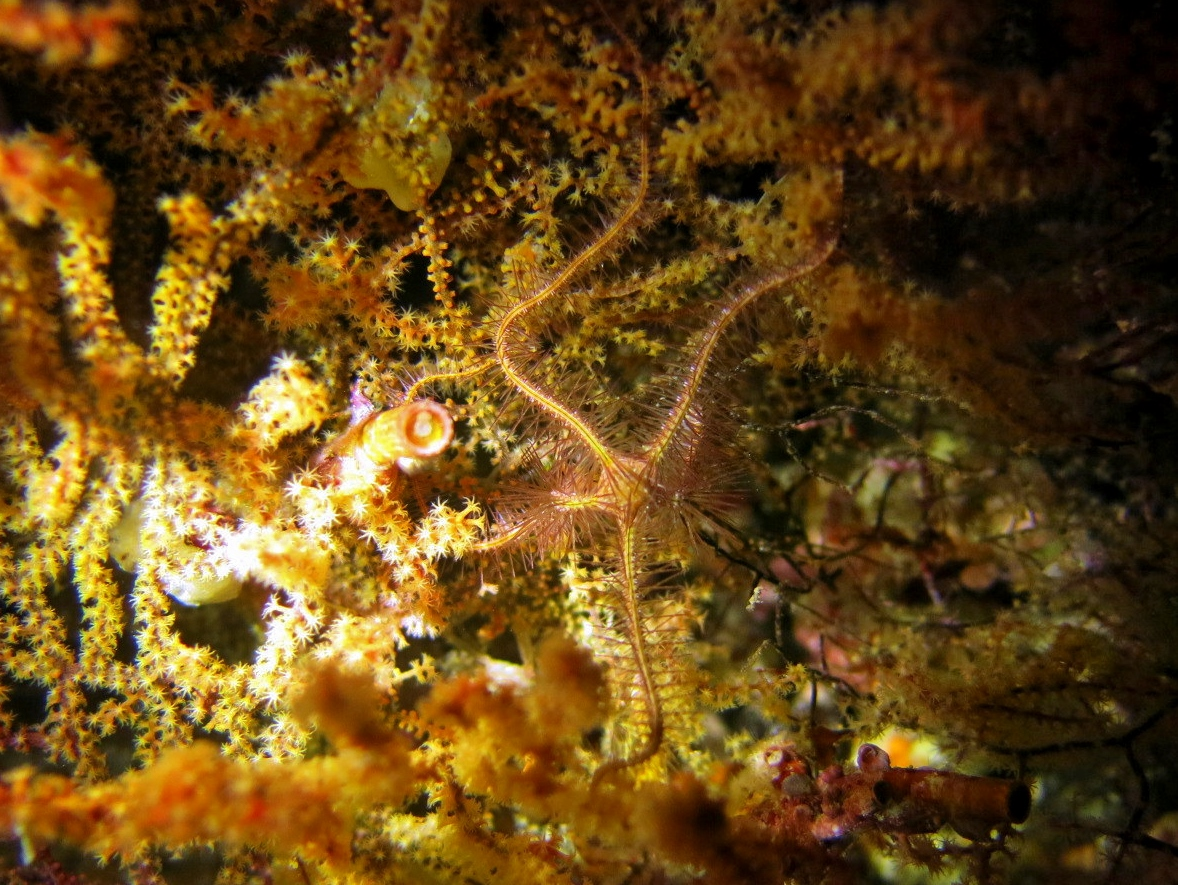
Ophiothrix purpurea
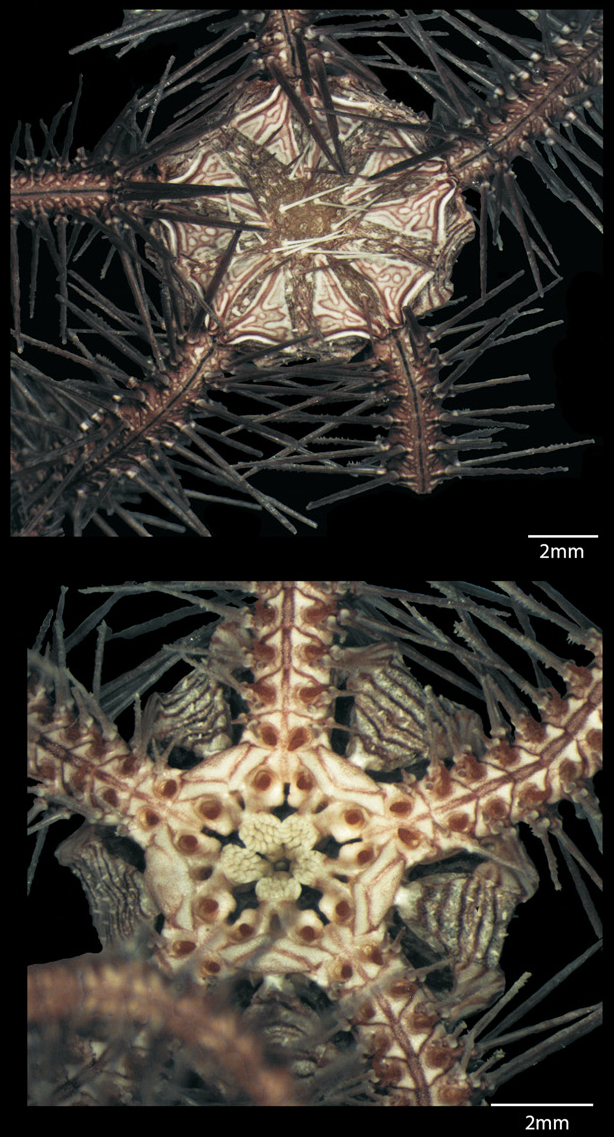
Ophiothrix purpurea (détails)
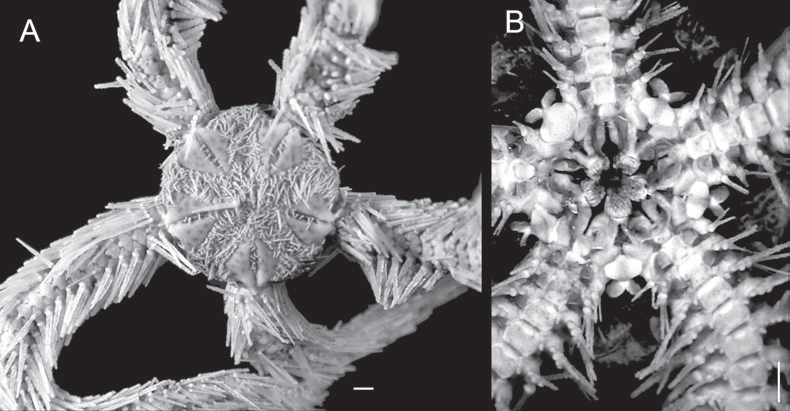
Ophiothrix rathbuni
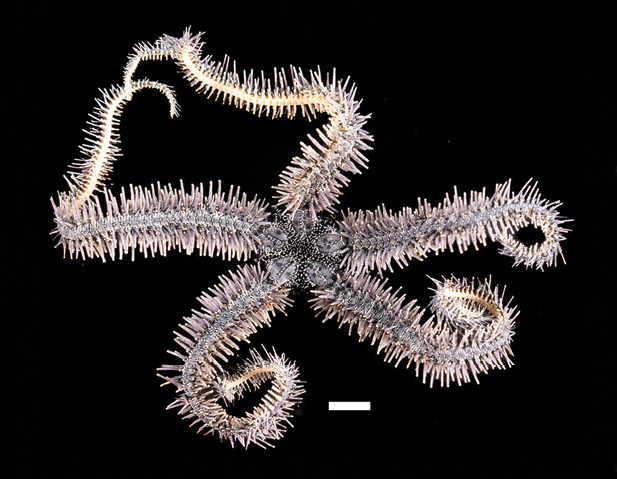
Ophiothrix rudis
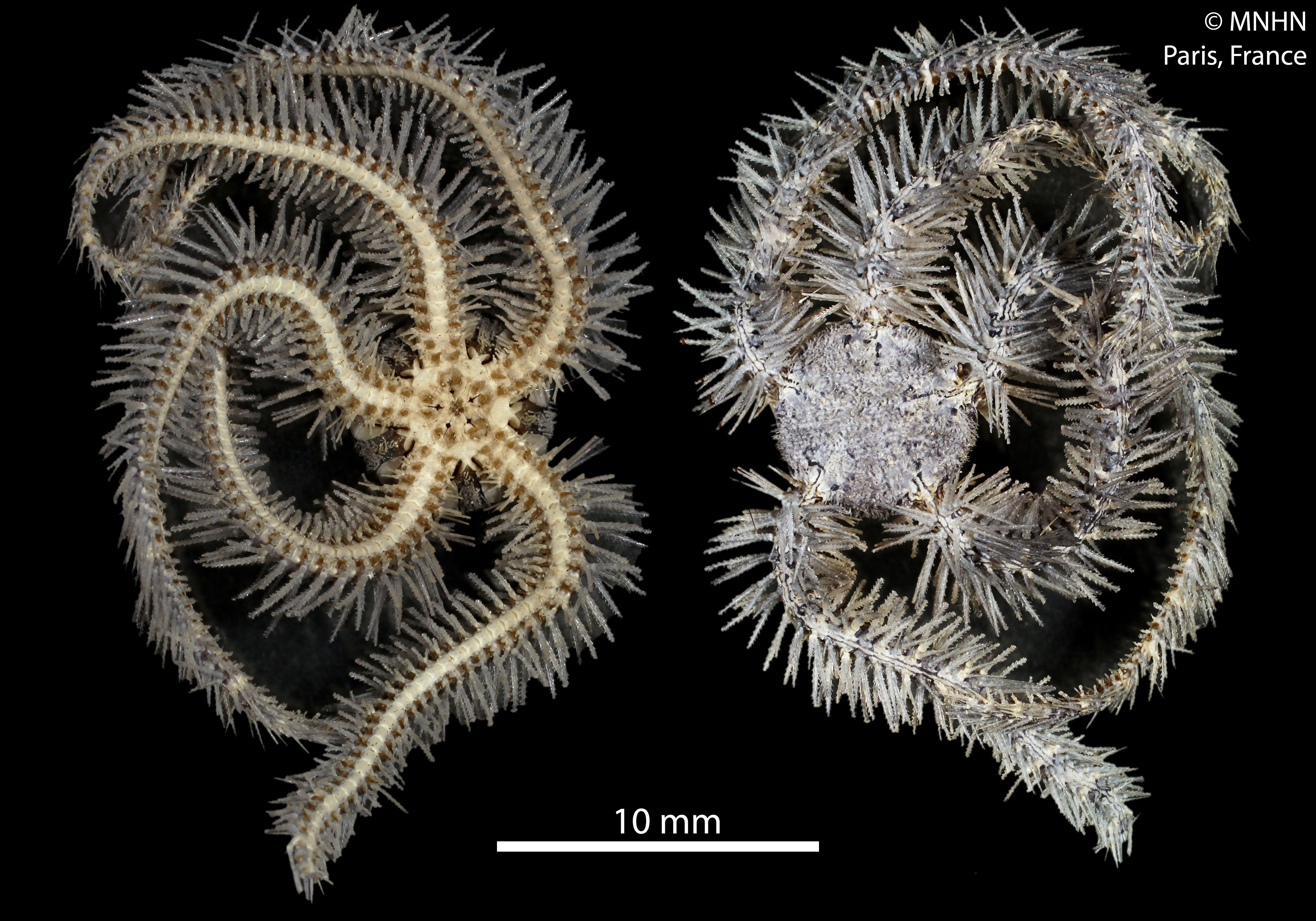
Ophiothrix savignyi
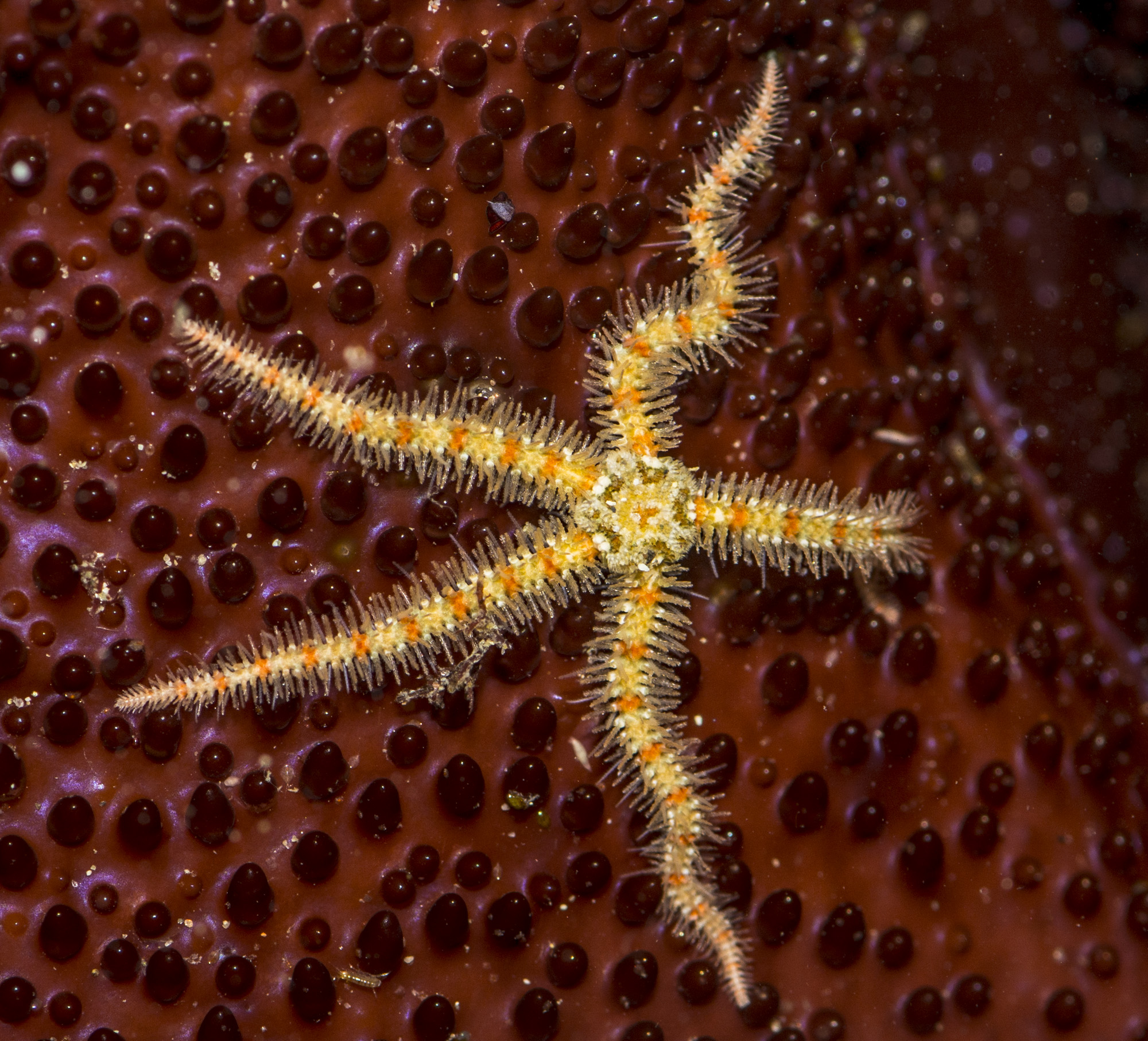
Ophiothrix spiculata
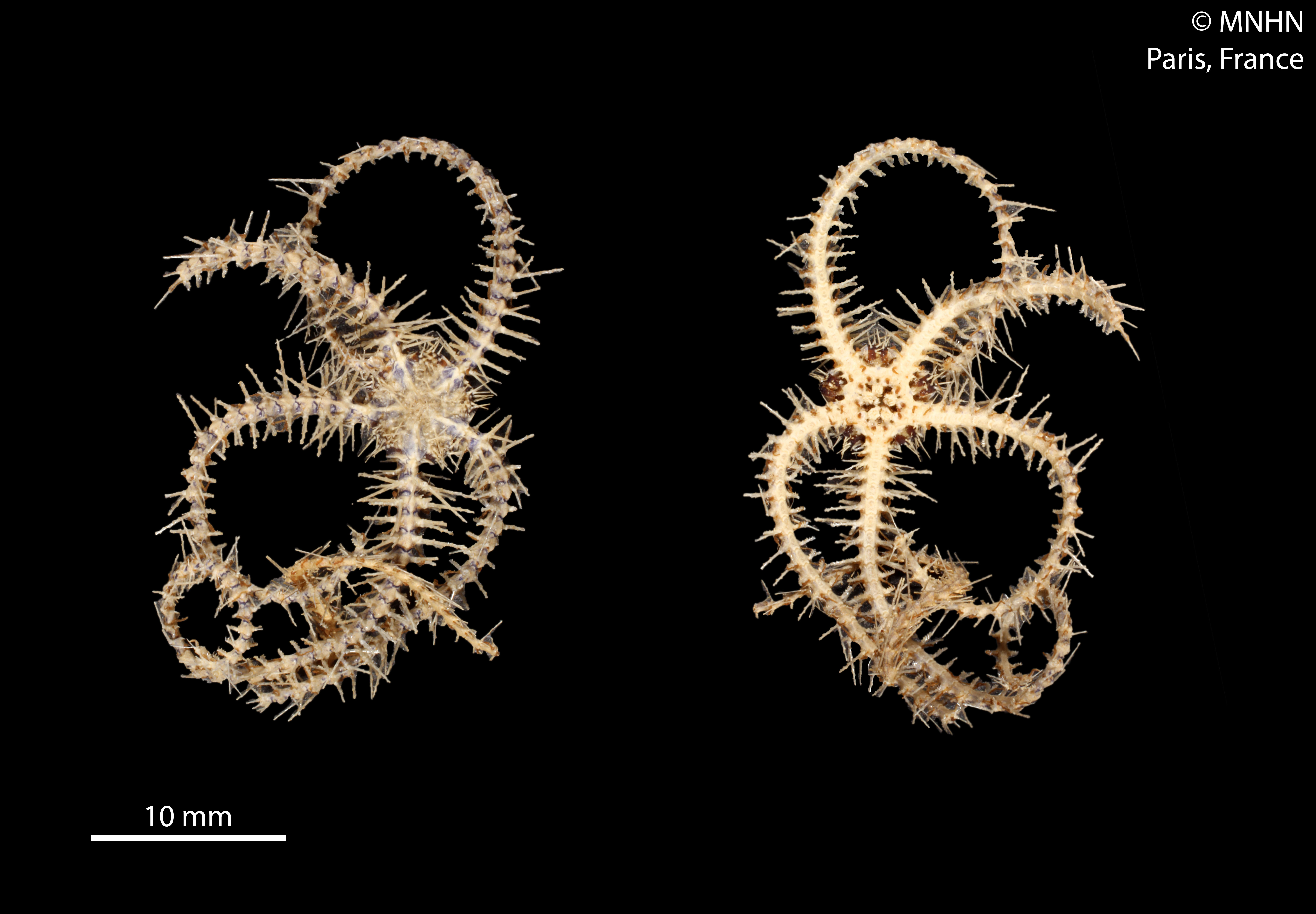
Ophiothrix spinosissima
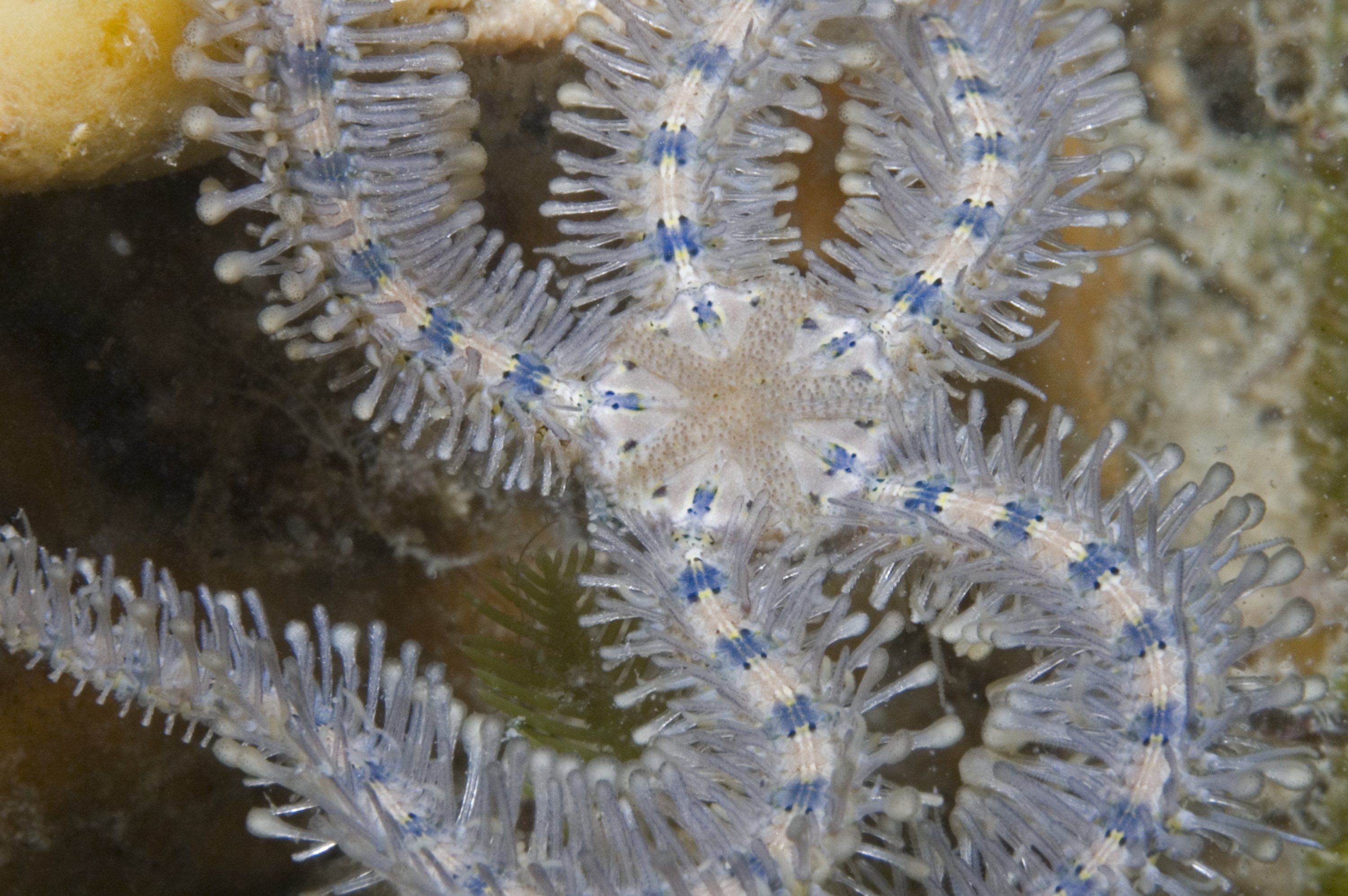
Ophiothrix spongicola
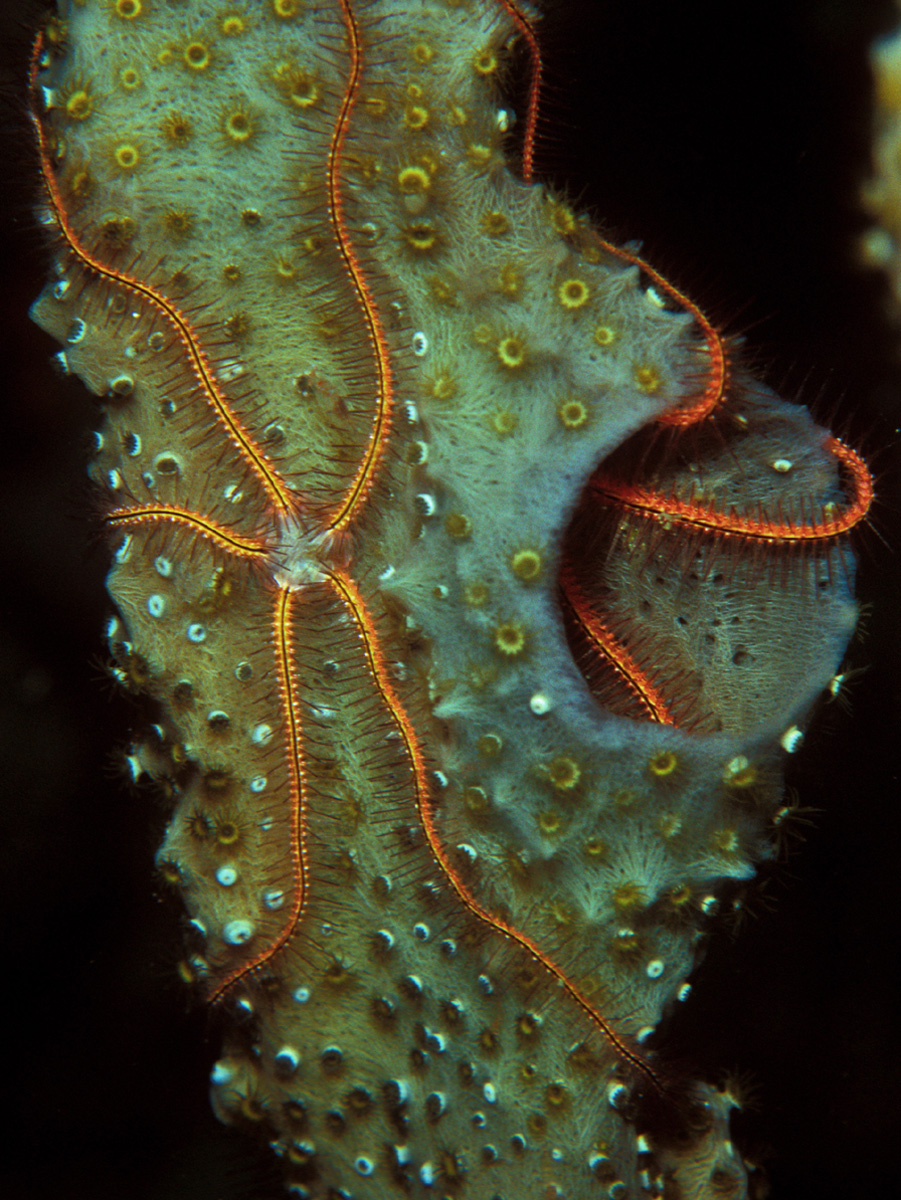
Ophiothrix suensonii
Ophiothrix tradita
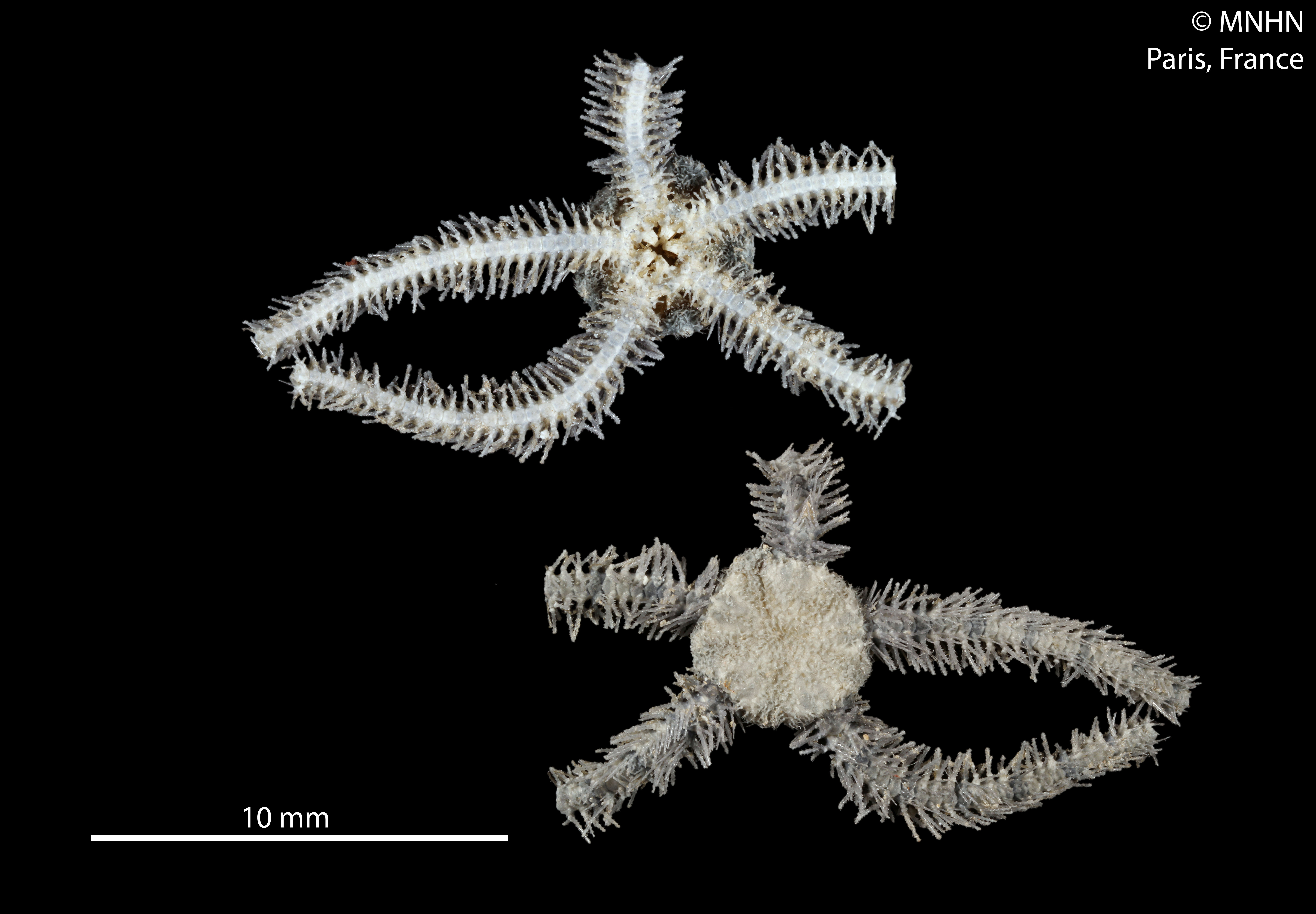
Ophiothrix tricuspida
Ophiothrix versatilis
Ophiothrix vetusta
Ophiothrix vindex